# Maxime Switek
Maxime Switek, né le 25 juillet 1980 à Seclin (Nord), est un journaliste et animateur de radio et de télévision français.

## Biographie

### Famille et formation
Né le 25 juillet 1980 à Seclin,, c'est à Villeneuve-d'Ascq qu'il grandit. Il est le fils de deux professeurs d'université. La branche paternelle est polonaise.
Maxime Switek est diplômé de l'Institut d'études politiques de Toulouse (promotion 2003) et du Centre de formation des journalistes (CFJ) de Paris (2005).
Avant sa carrière journalistique, il a été gardien au musée des Beaux-Arts de Lille.
Il est marié à une femme originaire du Pays basque avec qui il a un fils né en 2013.

### Carrière audiovisuelle
En 2005, lauréat de la Bourse Lauga-Delmas, il intègre la rédaction d'Europe 1. Il présente le journal de 18 h jusqu'à l'automne 2011, puis il rejoint la matinale de Bruce Toussaint où il présente le journal de 7 h 30 jusqu'à l'été 2012. Par ailleurs, il remplace Bruce Toussaint le 1er mai 2012, jour de la fête du Travail.
À l'été 2012, il anime la matinale d'Europe 1 pendant une partie du mois de juillet,.
À la rentrée 2012, il présente le journal de 6 h 30 et de 8 h (ce dernier étant considéré comme le plus écouté de la journée dans toutes les radios) et remplace ainsi Bérengère Bonte qui quitte la matinale pour animer Des clics et des claques. Il est par ailleurs « joker » régulier de Bruce Toussaint au cours de la saison 2012 - 2013. Il est moqué par Nicolas Canteloup dans La revue de presque de Nicolas Canteloup en raison de son jeune âge et du caractère difficilement prononçable de son nom.
C'est donc dans la lignée de ces remplacements qu'il est choisi par la radio pour animer la matinale pendant la période estivale 2013 après le départ de Bruce Toussaint et en attendant l'arrivée de Thomas Sotto à la rentrée. Il présente également la matinale pendant la première partie de l'été 2014.
En septembre 2013, il rejoint France 5 et intègre l'émission quotidienne C à vous présentée par Anne-Sophie Lapix, avec la chronique Le 5 sur 5.
Il prend la tête d'Europe 1 Week-end à la rentrée 2014 succédant ainsi à Benjamin Petrover.
En septembre 2015, il quitte la matinale du week-end et présente désormais Europe Midi avec Jean-Michel Aphatie, puis seul à la rentrée 2016, entre 12 h 30 et 13 h 15.
A la fin de la saison 2018, Maxime Switek, qui a fait toute sa carrière radio à Europe 1, quitte la station.
En juillet 2019, il décide finalement de ne pas retourner sur Europe 1. En effet, il préfère se consacrer à de nouveaux projets sur France 5.
À la fin de la saison 2019 - 2020, il quitte France 5 et l'émission C à vous et rejoint BFM TV pour animer la tranche 22 h - minuit du lundi au jeudi avec une nouvelle émission intitulée 22 h Max, remplaçant ainsi Bruce Toussaint et son Tonight Bruce Infos.
Le 2 janvier 2024, toujours sur BFMTV, il récupère la tranche 9h-12h  (de Bruce Toussaint en partance pour TF1) et laisse la tranche de 22h à Julie Hammett.
Le 6 janvier 2025, toujours sur BFMTV, il récupère la tranche 20h-22h de Éric Brunet (qui n'arrive pas à s'imposer face à CNEWS) et laisse la tranche de 09h00 à Apolline de Malherbe de 09h00 à 10h00 et à Julie Hammett (qui revient de congé maternité) de 10h00 à 12h00.